# The Great Indian Wars 1840-1890
The Great Indian Wars 1840-1890 is een Amerikaanse documentaire uit 1991. Ze volgt de verzetspogingen van indianen als Geronimo en Sitting Bull. Voor de documentaire werd authentiek foto- en filmmatriaal van indiaanse stammen gebruikt in combinatie met materiaal van Hollywood-westerns uit de jaren 20 en 30. De film werd gemaakt in opdracht van het nationaal archief van Chicago en bevindt zich daardoor in het publiek domein.